# Солтысы (Львовская область)
Солтысы (укр. Солтиси) — село в Мостисской городской общине Яворовского района Львовской области Украины.
Население по переписи 2001 года составляло 63 человека. Занимает площадь 0,179 км². Почтовый индекс — 81384. Телефонный код — 3234.